# Kalifornium
A kalifornium a Mengyelejev-féle periódusos rendszer egyik erősen radioaktív, mesterségesen előállított eleme. Rendszáma 98, vegyjele Cf. A kalifornium a transzurán elemek közé tartozó fém, nevét Kalifornia államról kapta. Atomfegyverekben és gyógyászati sugárforrásként használják. Az előállításához szükséges rendkívüli körülmények miatt az egyik legdrágább anyag a Földön. Jelenlegi ára 27 millió dollár/gramm.

## Felfedezése
A kaliforniumot először a Kaliforniai Egyetem sugárzási laboratóriumában, Berkeleyben állították elő Stanley Gerald Thompson, ifj. Kenneth Street, Albert Ghiorso és Glenn T. Seaborg fizikus kutatók 1950. február 9. körül. Ez volt a hatodik transzurán elem, amelyet felfedeztek; a csapat 1950. március 17-én jelentette be felfedezését.